# Sovětská republika Nargen
Sovětská republika vojáků a stavitelů pevností ostrova Nargen byl krátce trvající neuznaný stát na území ostrova Naissaar v dnešním Estonsku.[zdroj⁠?!] Na konci roku 1917 došlo pod vlivem Velké říjnové revoluce v místní vojenské posádce ke vzpouře. Vzbouřenci čítající 80 až 90 mužů pod vedením Stěpana Petričenka vyhlásili na ostrově Naissaar (tehdy nazýván Nergen) Sovětskou republiku vojáků a stavitelů pevností ostrova Nargen (SRVSP ostrova Nergen). Vzpoura skončila poměrně brzy, když se na žádost estonské vlády na ostrově 26. února 1918 vylodila německá vojska, před nimiž početně slabší bolševici prchli po moři do Kronštadtu. Před svým útěkem ovšem stačili vyhodit do povětří všechny dělostřelecké baterie a vypálit místní kostel.[zdroj⁠?!]